# Blake Foster
Blake Anthony Foster (Northridge, Califórnia, 29 de maio de 1985) é um ator norte-americano e praticante de Artes marciais.
Filho de Patricia e John Foster, ele tem uma irmã mais nova chamada Callie. Foster foi o garoto escolhido para viver Justin Stewart, o Ranger Turbo Azul na quinta temporada de Power Rangers: Turbo. Na série ele possui a super força, apesar de ser pré-adolescente, mas quando morfa ele possui o tamanho de um adulto, por que entra um adulto no lugar dele.
Foster escreveu um livro sobre desenvolvimento urbano, que não chegou a ser publicado. Blake foi três vezes campeão estadual em artes marciais.

## Filmografia
| Filmes | Filmes                             | Filmes                             | Filmes                                      |
| Ano    | Título Original                    | Título (Brasil)                    | Papel                                       |
| ------ | ---------------------------------- | ---------------------------------- | ------------------------------------------- |
| 1993   | Street Knight                      | Street Knight                      | Não creditado                               |
| 1994   | Family Album                       | Family Album                       | Lionel (jovem) - não creditado - para TV    |
| 1995   | Above Suspicion                    | Sem Suspeita                       | Damon Cain                                  |
| 1997   | Turbo: A Power Rangers Movie       | Turbo: Power Rangers 2             | Justin Stewart / Ranger Turbo Azul          |
| 1998   | Casper Meets Wendy                 | Gasparzinho e Wendy                | Josh Jackson                                |
| 1998   | Rusty: A Dog's Tale                | Rusty: O Grande Resgate            | Jory                                        |
| 2001   | Kids World                         | Kids World                         | Mitchell                                    |
| 2002   | The Brady Bunch in the White House | The Brady Bunch in the White House | Peter Brady (para TV)                       |
| 2007   | What's Stevie Thinking?            | What's Stevie Thinking?            | Mark Lanalampi (para TV)                    |
| 2008   | Drifter TKD                        | Drifter TKD                        | Jesse Tyler                                 |
| Séries |                                    |                                    |                                             |
| Ano    | Título                             | Papel                              | Notas                                       |
| 1993   | Beverly Hills, 90210               | Kevin                              | 1 episódio                                  |
| 1996   | Boy Meets World                    | Danny                              | 1 episódio                                  |
| 1997   | Power Rangers: Turbo               | Justin Stewart / Ranger Turbo Azul | 45 episódios                                |
| 1998   | Power Rangers in Space             | Justin Stewart                     | 1 episódio                                  |
| 1998   | Walker, Texas Ranger               | Joey Williams                      | 1 episódio                                  |
| 1999   | Two of a Kind                      | Carter                             | 1 episódio                                  |
| 2004   | Power Rangers: Dino Thunder        | Justin Steward                     | 1 espisódio (flashback - apenas creditado)  |
| 2006   | Skater Boys                        | Mike                               | 2 episódios                                 |
| 2008   | Power Rangers: Operation Overdrive | Justin Steward                     | 2 episódios (flashback - apenas creditado)) |

Observação: Cenas de Blake no filme e na série dos "Turbo Rangers" foram utilizadas em episódios especiais de Power Rangers: Dino Trovão e Power Rangers: Operation Overdrive, como um flashback, apesar de não ter participado (por ter se tornado adulto), ele foi creditado.

## Prêmios e Indicações
| Prêmios | Prêmios   | Prêmios             | Prêmios           | Prêmios                |
| Ano     | Resultado | Premiação           | Categoria         | Título                 |
| ------- | --------- | ------------------- | ----------------- | ---------------------- |
| 1998    | Indicado  | Young Artist Awards | Melhor Ator Jovem | Turbo: Power Rangers 2 |
| 2002    | Indicado  | Young Artist Awards | Melhor Ator Jovem | Kids World             |